# Primer cru
La categoría de Primer cru (en francés, Premier Cru) se refiere a una clasificación de vinos principalmente de la región de Burdeos de Francia.

## Historia

### Tintos de Burdeos
La necesidad de una clasificación de los mejores vinos de Burdeos surgió con motivo de la Exposición Universal de París del año 1855. El resultado fue la Clasificación Oficial del Vino de Burdeos de 1855, una lista de los mejores vinos, denominados los Grand Crus Classés. La clasificación no se realizó con base en catas u opiniones de expertos, sino a reputación y precios de mercado: los Grand Crus eran los vinos más cotizados del mercado francés. Con varios miles de diferentes châteaux produciendo sus propios vinos en Burdeos, ser clasificado significaba ser una marca de reconocido prestigio.
Dentro de la lista de Grand Cru Classé los vinos fueron categorizados y colocados en una de cinco divisiones. Los vinos más caros obtuvieron la categoría más alta: "premier cru"; sólo cuatro vinos, Château Latour, Château Lafite Rothschild, Château Margaux y Château Haut-Brion fueron merecedores de esta distinción. De los 61 grandes vinos clasificados, todos salvo uno venían de la región de Médoc. La excepción fue el primer "cru" Château Haut-Brion, elaborado en Graves.
La lista de 1855 permaneció inalterada durante un siglo hasta que finalmente Mouton Rothschild fue promovida a la categoría de primer "cru"en 1973, después de décadas de presión sin descanso por su poderoso propietario. De menor importancia, en 1988 el primer "cru" Château Haut-Brion cambió su denominación de Graves a Pessac-Leognan para representar cambios aparentes en la estructura del suelo causados por la urbanización de las zonas alrededor de Burdeos.

### Vinos dulces de Burdeos
También en 1855, 21 de los mejores vinos dulces de Burdeos fueron clasificados como Grand Crus Classés en una lista separada. En la clasificación original, 9 vinos, principalmente de Sauternes y Barsac, fueron clasificados como primeros "crus", mientras que a 11 se les asignó el rango inferior, aunque también prestigioso de segundos "crus" (Deuxième Cru). Un vino de Sauternes, el Château d'Yquem, era tan prestigioso y cotizaba tan por encima de los premier cru tintos que mereció una clasificación especial: Premier Cru Supérieur. Aunque en la actualidad los premier cru tintos cotizan a precio tan alto como el d'Yquem, ningún otro vino de Burdeos, tinto o dulce, ha recibido la clasificación de Supérieur.

### Otros sistemas de clasificación en Burdeos
Con la excepción de Château Haut-Brion de Graves, la clasificación de 1855 no incluía productores de las regiones de Graves, Saint-Émilion y Pomerol. A mediados del siglo XX, estas regiones introdujeron sus propias clasificaciones. Para más detalles sobre sus propios sistemas de clasificación, véase abajo.

### Otros sistemas de clasificación en Francia
Borgoña mantiene su propio sistema de clasificación basada en denominaciones específicas. Aunque la terminología usada es parecida, la jerarquía de clasificación es diferente y también se vincula con los pagos o viñedos en sí. Los viñedos con mejores clasificaciones están clasificados como grandes "crus" (Grand Cru), mientras que los del siguiente nivel son clasificados como Premier Cru.

## Vinos primeros crus hoy

### Tintos de Burdeos

#### Primeros "crus"
- Château Lafite Rothschild Médoc (Pauillac)
- Château Margaux Médoc (Margaux)
- Château Latour Médoc (Pauillac)
- Château Haut-Brion Pessac-Leognan
- Château Mouton-Rothschild Médoc (Pauillac)

### Vinos dulces de Burdeos

#### Primer "cru" superior
- Château d'Yquem (Sauternes)

#### Primeros "crus"
- Château La Tour Blanche, Bommes (Sauternes)
- Château Lafaurie-Peyraguey, Bommes (Sauternes)
- Château Clos Haut-Peyraguey, Bommes (Sauternes)
- Château de Rayne-Vigneau, Bommes (Sauternes)
- Château Suduiraut, Preignac (Sauternes)
- Château Coutet, Barsac
- Château Climens, Barsac
- Château Guiraud, Sauternes
- Château Rieussec, Fargues (Sauternes)
- Château Rabaud-Promis, Bommes (Sauternes)
- Château Sigalas-Rabaud, Bommes (Sauternes)

Los municipios de Bommes, Fargues y Preignac eran antes comunas separeadas, pero hoy entran dentro de una sola comuna de Sauternes.

## Clasificación de los vinos de Graves
Después de la Segunda Guerra Mundial la ausencia de vinos de Graves de la clasificación oficial estaba teniendo un efecto negativo sobre el precio y el atractivo de vinos de la región. Para mejorar la venta de este producto, la región anunció en 1953 su propia clasificación de vinos tintos y un vino blanco, con más vinos blancos añadidos en 1959. Dieciséis vinos merecieron una clasificación especial.
- Château Bouscaut (tinto y blanco)
- Château Carbonnieux (tinto y blanco)
- Château Couhins (blanco)
- Château Couhins-Lurton (blanco)
- Domaine de Chevalier (tinto y blanco)
- Château de Fieuzal (tinto)
- Château Haut-Bailly (tinto)
- Château Haut-Brion (tinto)
- Château La Mission Haut-Brion (tinto)
- Château La Tour Haut-Brion (tinto)
- Château Latour-Martillac (tinto y blanco)
- Château Laville Haut-Brion (blanco)
- Château Malartic-Lagravière (tinto y blanco)
- Château Olivier (tinto y blanco)
- Château Pape Clément (tinto)
- Château Smith Haut Lafitte (tinto)

## La clasificación de Saint-Émilion
Ausente de la lista de 1855, la región bordelesa de Saint-Émilion ofreció su propia clasificación en 1955 para mejorar la demanda y precios del mercado. La Clasificación del vino de Saint-Émilion difiere de la lista de 1855 en que se va actualizando aproximadamente cada diez años basándose en nuevas comprobaciones de la calidad. Para cada nuevo lanzamiento de la clasificación, los vinos pueden promocionar o descender en la clasificación. Un vino puede excluirse totalmente, mientras que pueden añadirse otros sin clasificar. En 2006, por ejemplo, 11 vinos fueron eliminados de la lista, se añadieron 6 y 2 que ya estaban fueron ascendidos en la clasificación.
La clasificación de Saint Emilion actualmente etiqueta a 15 vinos como primeros "crus". Estos Premiers Grands Crus Classés, subdivididos en otras dos clases más: A (2 vinos) y B (13 vinos). Otros 55 vinos actualmente están clasificados como Grands Crus Classés.

### PrimerosGrands Crus Classés A
- Château Ausone
- Château Cheval Blanc
- Château Angelus

### PrimerosGrands Crus Classés B
- Château Beauséjour (Duffau-Lagarrosse)
- Château Beau-Séjour Bécot
- Château Belair
- Château Canon
- Château Figeac
- Château La Gaffelière
- Château Magdelaine
- Château Pavie
- Château Pavie-Macquin
- Château Troplong Mondot
- Château Trottevieille
- Clos Fourtet

## Pomerol
Pomerol ha rechazado crear ninguna clase de clasificación, pero ha producido vinos tintos que están entre los más caros del mundo, como el Pétrus.